# Monte da Pedra
Monte da Pedra ist eine Gemeinde (Freguesia) im portugiesischen Kreis (Concelho) von Crato mit 222 Einwohnern (Stand 19. April 2021).

## Geschichte
Aus römischer Zeit ist eine Brücke erhalten geblieben. Aus den Epochen bis zum Abschluss der portugiesischen Reconquista im 13. Jahrhundert ist nichts über einen hier gelegenen Ort bekannt. Die heutige Ortschaft entstand vermutlich nach 1230 im Zuge der Besiedlungspolitik unter König D.Sancho II., der das Gebiet dem Hospitaliterorden gab. Die heutige Gemeinde wurde im 17. Jahrhundert eigenständig, nachdem sie zuvor zur Gemeinde Aldeia da Mata gehörte.
Seit 1810 ist die Heilwirkung des hier entspringenden Wassers bekannt. In den 1920er Jahren wurde hier ein Kurbad eingerichtet.

## Kultur und Sehenswürdigkeiten
Neben der Römerbrücke stehen hier eine Wassermühle, einige Sakralbauten und die Brunnenanlage Fonte do Chamiço unter Denkmalschutz. Als Baudenkmal ist auch das Thermalbad Termas Fadagosa, besser bekannt als Estância termal do Monte da Pedra (dt.: Thermalbad von Monte da Pedra) eingetragen.